# Яблоновский, Антон Станиславович
Князь Анто́н Станисла́вович Яблоно́вский (7 декабря 1793 — 26 декабря 1855) — глава польского княжеского рода Яблоновских, камергер и вице-референдарий Царства Польского.

## Происхождение
Племянник князя Максимилиана Яблоновского, тайного советника, обер-гофмейстера, сенатора. Назван в честь деда — каштеляна краковского.
Отец — князь Станислав Павел Яблоновский (1762 — 27 марта 1822), сенатор-каштелян Царства Польского, мать — Теодора, урождённая Валевская (в первом браке за Яном Стецким, разведена).
Брат — князь Станислав (10 марта 1799 — 16 августа 1878), поручик польских войск, участник восстания 1830 года, затем в эмиграции.

## Биография
Участник польских тайных организаций (около 1819), член Патриотического общества (1821), член его Центрального комитета, делегат обществ в Киевской и Подольско-Волынской провинциях.
После восстания декабристов был 26 января 1826 года арестован и доставлен в Петербург в Главный штаб. 27 января переведён в Петропавловскую крепость в Алексеевский равелин.
…присылаемого графа Яблоновского посадить, буде возможно, в Алексеевский равелин или где лучше и содержать хорошо…
30 января 1826 года по высочайшему повелению отправлен в Варшаву. Дал обширные показания о деятельности польских тайных обществ, что позволило арестовать около 200 человек.
24 февраля 1829 года приговорён к 20-летней каторге, помилован Николаем I за чистосердечные показания на следствии, но по распоряжению властей должен был выехать в глубь России. Жил в Саратове, где изучал историю, литературу и русский язык. Около 1834 года вернулся в свои украинские имения.

## Брак и дети
Жена (с 29 сентября 1818) — графиня Полина Мнишек (1798—1863), крестница императора Павла I, дочь графа Михаила Мнишека и Урсулы Замойской. 
У них родилась единственная дочь Дорота: первый брак -  с графом Станиславом Косткой Корвин-Красинскоим, офицером Польского восстания, кавалером ордена Virtuti Militari (?-1849), родилась дочь Ядвига Красинская (1820-?), второй брак- с итальянским графом Францем Малатеста.